# Роже Готје
Роже Готје (фр. Roger Gautier; 11. јул 1922 — Ним, 25. мај 2011) био је француски веслачки репрезентативац, члан Веслачког клуба Метро из Париза. Најчешће је веслао у четверцу без кормилара.
Са четверцем без кормилара Француске, учествовао је на Летњим олимпијским играма 1952. у Хелсинкију. Освојили су сребрну медаљу иза четверца Југославије. Француски четверац је веслао у саставу: Пјер Блондио, Жан-Жак Гисар, Марк Буису и Роже Готје.